# 거대 발리스타

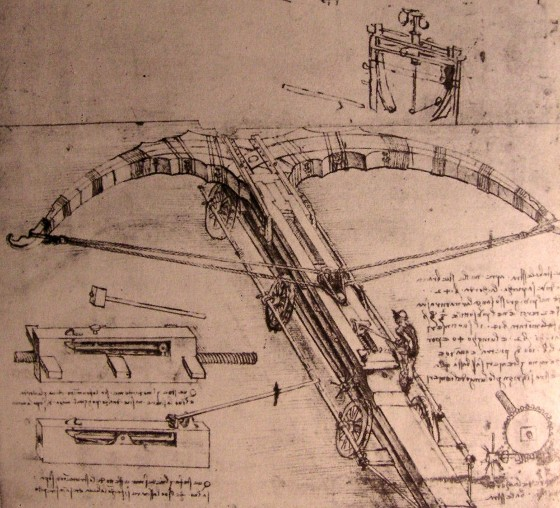

거대 발리스타(이탈리아어: Balestra gigante 발레스트라 기간테[*])은 레오나르도 다 빈치가 설계한 발리스타다.

## 같이 보기
- 레버 액션
- 연노